# Шмит, Ингер Готье
Ингер Готье Шмит (дат. Inger Gautier Schmit); 25 октября 1877, Раннерс — 14 апреля 1963, Фредериксберг) — датский политик, представлявшая Венстре или Либеральную партию Дании. В 1918 году она была среди пять первых женщин, избранных в Ландстинг. К остальных четверым относились Нина Банг, Мари Кристенсен, Мари Хьельмер и Ольга Кнудсен.

## Биография
Ингер Готье родилась в Раннерсе 25 октября 1877 года. Она была дочерью армейского ветеринара Йохана Отто Кристиана Готье (1848—1913) и Юлии Вильхельмины Лангбаль (1843—1934). В апреле 1914 года Ингер вышла замуж за шефа полиции Уильяма Шмита (1876—1942), от которого у неё было пятеро детей.
В 1881 году она переехала с семьёй в Копенгаген, где вместе со своими сёстрами увлеклась музыкой. Она училась в Королевской Датской консерватории с 1897 по 1899 год, продолжая учёбу в Берлине в 1903—1904 годах. Находясь на западе Ютландии, она решилась отказаться от музыки и сосредоточиться на социальной работе, к которой она ощутила призвание.
С 1907 года она стала тесно сотрудничать с копенгагенским Домом Магдалены (дат. Magdalenehjemmet), учреждением, призванным помогать «падшим женщинам» или проституткам, взяв на себя управленческие функции. Параллельно она изучала социологию в Лондоне. Выйдя замуж, она вместе с супругом переехала в Самсё, где не только воспитывала пятерых детей, но и стала членом церковного совета в Транебьерге (1916—1920). Шмит вступила в партию Венстре и стала членом их руководящего комитета. В 1918 году, несмотря на небольшой опыт политической деятельности, она стала одной из первых пяти женщин, избранных в Ландстинг.
Шмит удалось быстро развить свои политические навыки, доказав, что является талантливым оратором. Хотя партия Вентре была представлена тремя женщинами в Ландстинге, она не имела своих женщин-представительниц в Фолькетинге до тех пор, пока Шмит не удалось избраться туда от Нестведа в 1929 году. После переизбрания она работала там до 1945 года, в конечном итоге став заместителем его председателя. Из-за слабого здоровья она не баллотировалась в 1945 году, но в 1947 году была избрана от Виборга подавляющим большинством голосов. Проведя в общей сложности 30 лет в Ригсдаге, она завершила одну из самых длинных карьер датских женщин-парламентариев первого поколения.
Ингер Готье Шмит умерла в Фредериксберге 14 апреля 1963 года. Она была похоронена на Западном кладбище Копенгагена.

## Награды
За долгие годы своей службы Ингер Готье Шмит была награждена королевской медалью Воздаяния (золотой) в 1949 году.